# Parlamento vallone
Il Parlamento vallone, detto anche Parlamento della Vallonia (in francese Parlement wallon o Parlement de Wallonie) è il legislatore della Vallonia. Dal 1980 al 1995 era conosciuto come Consiglio regionale vallone.
Composto da 75 deputati eletti per cinque anni, esercita il potere legislativo, elegge il governo regionale e ne controlla l'azione. Dal 21 maggio 1995 i deputati vengono eletti direttamente ogni cinque anni; prima venivano eletti indirettamente.
Si trova a Namur, nell'Ospizio Saint-Gilles, di fronte all'Élysette, sede del potere esecutivo.

## Storia
L'idea di un Parlamento vallone apparve per la prima volta al Congresso vallone del 1912, con la proposta di creare ufficiosamente un'Assemblea vallona, che avrebbe dovuto riunirsi regolarmente anche dopo la guerra.
Il 15 ottobre 1980 si è tenuta la prima riunione del Consiglio regionale vallone (il precursore del Parlamento vallone) presso l'Hampton Hotel (Sofitel, all'epoca) a Wépion, presieduta da Georges Glineur.
Il 26 giugno 1936 il Parlamento vallone ha deciso all'unanimità dei suoi membri, di stabilire l'attività dell'assemblea nel vecchio Ospizio Saint-Gilles. Questa decisione segue l'abbandono del progetto di costruire un nuovo edificio sullo stesso sito a seguito del referendum del 2 giugno precedente.
Il 17 settembre 1998 la sede del Parlamento vallone e la sua nuova sala plenaria sono state inaugurate da Yvon Biefnot, il presidente in carica, e Léon Hurez, primo presidente onorario del Parlamento vallone.
Nel settembre 2015 i deputati hanno adottato per l'assemblea la denominazione di Parlamento della Vallonia.

## Funzioni
Il Parlamento esercita il potere legislativo adottando decreti (aventi forza di legge secondo il principio di equipollenza delle norme) nei limiti di competenza territoriale espressamente attribuiti alla Regione, e vota il bilancio regionale. Elegge i deputati, controlla l'azione del governo regionale e designa tra i suoi deputati otto senatori regionali.
Dotato di competenze esclusive, è chiamato a pronunciarsi sulla ratifica di ogni impegno internazionale sottoscritto dal Belgio. In quanto tale, è considerato dalla Corte di giustizia dell'Unione europea (CGUE) un "Parlamento nazionale" ai sensi del diritto comunitario.

## Sede

### Edificio

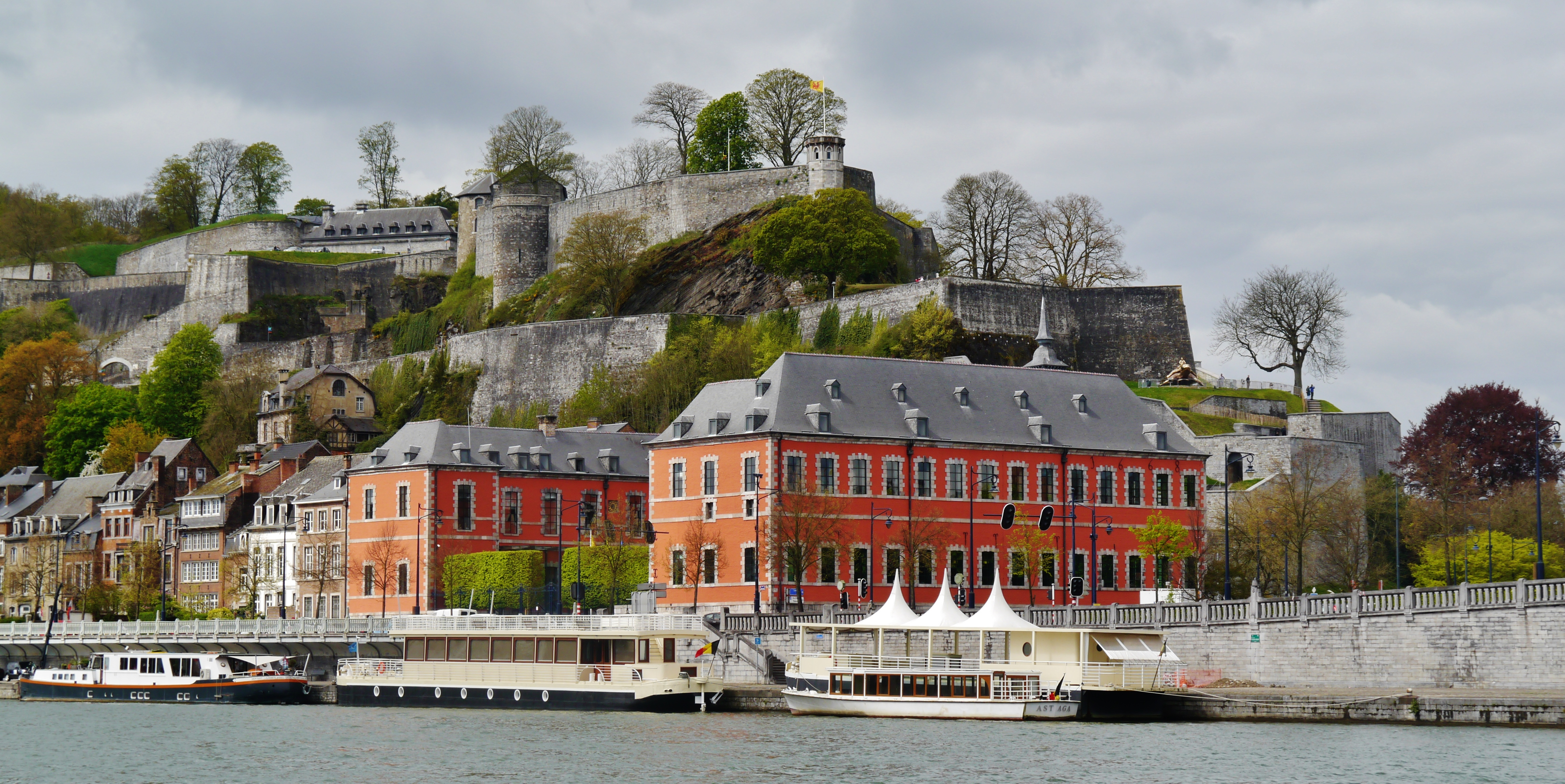
L'Ospizio Saint-Gilles, sede del Parlamento vallone

La sede del parlamento è nel vecchio Ospizio Saint-Gilles a Namur. Questo edificio è situato sulla riva sinistra della Mosa, nei pressi della sua confluenza con la Sambre. Di fronte, sulla riva destra, l'Élysette è la sede della Presidenza del governo della Regione vallona.
È classificato patrimonio con decreto del 1936.

### Sala plenaria
Una particolarità nel panorama belga è che la disposizione dell'assemblea è in stile inglese, dove si fronteggiano opposizione e maggioranza. Ciò deriva da vincoli legati all'edificio che ospita il Parlamento e di cui nessuno spazio consentiva la costruzione di un emiciclo.

## Struttura e composizione
Prima del 1995 il Consiglio regionale vallone era composto da membri della Camera dei rappresentanti e del Senato belga eletti in Vallonia.
Il 21 maggio 1995 si tengono per la prima volta le elezioni regionali a suffragio universale. Da allora, il Parlamento vallone è composto da 75 membri. Dal 1999 i suoi deputati sono eletti ogni 5 anni, lo stesso giorno delle elezioni per il Parlamento europeo. Il Parlamento vallone non può essere sciolto nel corso della legislatura.

## Presidenti

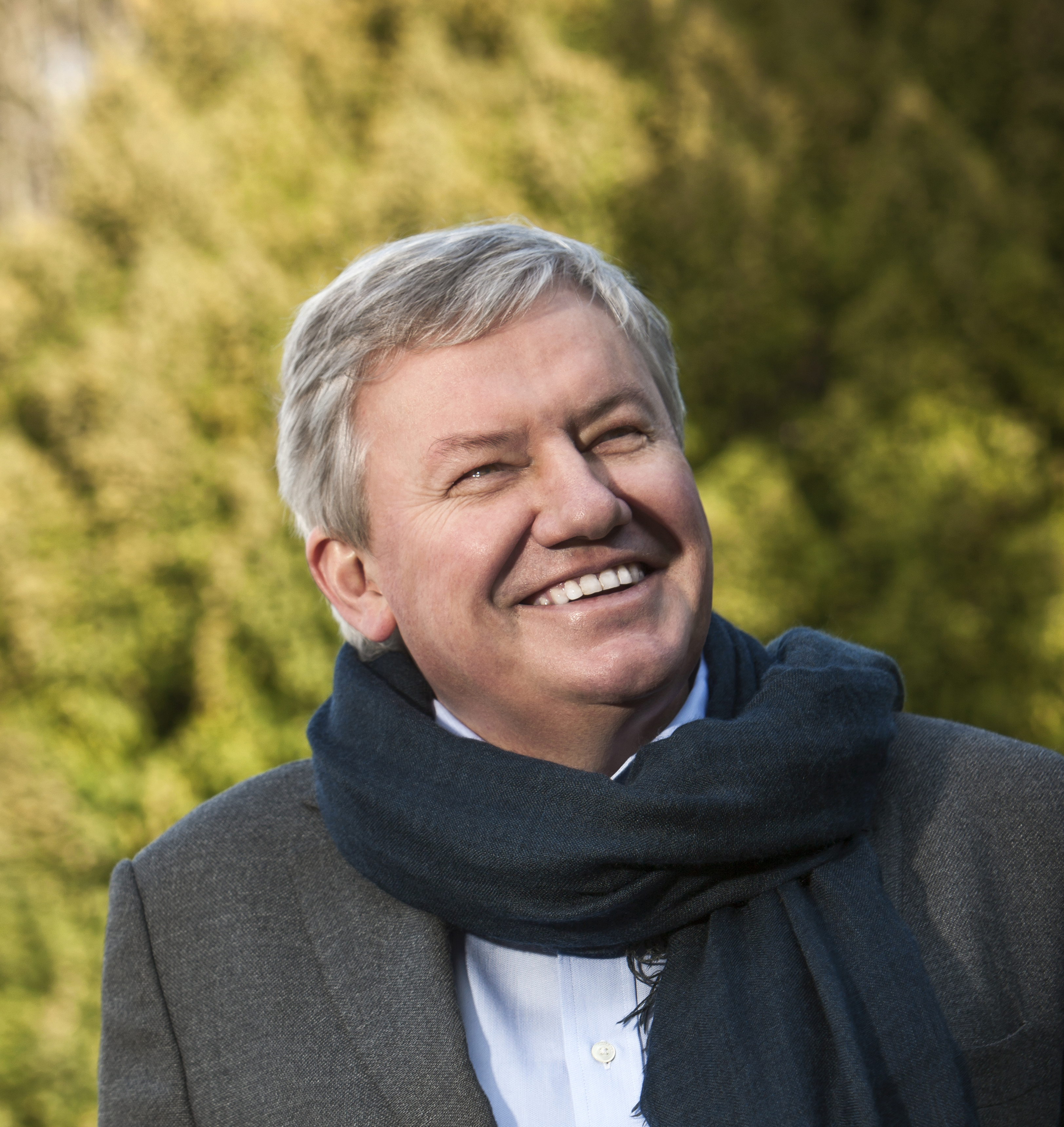
Jean-Claude Marcourt

Il Parlamento vallone è presieduto dal Presidente, eletto in linea di principio ogni cinque anni all'inizio della legislatura. Proviene tradizionalmente dalla maggioranza di governo, ma di solito agisce in modo apartitico. Il Presidente dirige la sessione plenaria, assicura l'ordine nell'assemblea e vigila sul rispetto del regolamento interno. Presiede anche il Presidium.
Il presidente del Parlamento vallone è Jean-Claude Marcourt (PS) dal 13 settembre 2019.
| N° | Presidente                      | Mandato                                                          | Partito | Partito |
| -- | ------------------------------- | ---------------------------------------------------------------- | ------- | ------- |
| 1  | Léon Hurez                      | 6 novembre 1980 – 6 ottobre 1981                                 |         | PS      |
| 2  | André Cools                     | 23 dicembre 1981 – 3 settembre 1985                              |         | PS      |
| 3  | Charles Poswick                 | 27 novembre 1985 – 13 dicembre 1987                              |         | PRL     |
| 4  | Valmy Féaux                     | 3 febbraio 1988 – 10 maggio 1988                                 |         | PS      |
| 5  | Willy Burgeon                   | 10 maggio 1988 – 5 giugno 1995                                   |         | PS      |
| 6  | Guy Spitaels                    | 20 giugno 1995 – 27 febbraio 1997 (dimessosi il 7 febbraio 1997) |         | PS      |
| 7  | Jean-Marie Severin (ad interim) | 8 febbraio 1997 – 13 marzo 1997                                  |         | PRL     |
| 8  | Yvon Biefnot                    | 13 marzo 1997 – 13 giugno 1999                                   |         | PS      |
| 9  | Richard Miller                  | 12 luglio 1999 – 5 aprile 2000                                   |         | PRL     |
| 10 | Robert Collignon                | 5 aprile 2000 – 13 giugno 2004                                   |         | PS      |
| 11 | José Happart                    | 19 luglio 2004 – 7 giugno 2009                                   |         | PS      |
| 12 | Emily Hoyos                     | 16 luglio 2009 – 4 marzo 2012                                    |         | Ecolo   |
| 13 | Patrick Dupriez                 | 14 marzo 2012 – 25 maggio 2014                                   |         | Ecolo   |
| 14 | Maxime Prévot                   | 13 giugno 2014 – 22 luglio 2014                                  |         | cdH     |
| 15 | André Antoine                   | 22 luglio 2014 – 11 giugno 2019                                  |         | cdH     |
| 16 | Christophe Collignon            | 11 giugno 2019 – 13 settembre 2019                               |         | PS      |
| 17 | Jean-Claude Marcourt            | dal 13 settembre 2019                                            |         | PS      |